# 姜善明
姜 善明（カン・ソンミョン、朝鮮語: 강선명、1905年10月3日 - 1980年1月12日）は、大韓民国の金融関係者、政治家、実業家。制憲韓国国会議員。

## 経歴
全羅南道木浦出身。兵庫県立神戸高等商業学校（現・兵庫県立大学）卒。朝鮮金融組合連合会理事・参事、金堤郡万頃金融組合理事、扶安郡茁浦金融組合理事、漢城銀行調査役、木浦商工会議所会長、大韓造船公社（現・韓進重工業）副社長などを務めた。初代総選挙において当選した李南圭が初代全羅南道知事に指名されたため、1949年1月13日に実施された補欠選挙において木浦府選挙区より無所属で出馬して当選し、国会議員となった。
1980年1月12日に持病によりソウル市道峰区の自宅で死去。享年76。